# عوداوية
العوداوية (الاسم العلمي: Aquilarieae) هي قبيلة من النباتات تتبع الفصيلة المثنانية من رتبة الخبازيات.

## أجناس العوداوية
- العود